# Adiantum olivaceum
Adiantum olivaceum är en kantbräkenväxtart som beskrevs av Bak. Adiantum olivaceum ingår i släktet Adiantum och familjen Pteridaceae. Inga underarter finns listade.